# De Wraak van Jhr. Mr. de Brauw
De Wraak van Jhr. Mr. De Brauw is een actiegroep bekend van anti-kernenergie-acties uit de jaren 80 van de twintigste eeuw. In de nacht van 20 op 21 juni 1985 brak de groep in bij het Nederlandse ministerie van Economische Zaken, en ontvreemdde dossiers, brieven, notulen, notities, agenda's, etc.
De groep is genoemd naar voorzitter mr. M.L. de Brauw van de stuurgroep die de Brede Maatschappelijke Discussie over kernenergie organiseerde. Na de inbraak onthult de groep dat het kabinet in het geheim geld reserveerde voor deelneming in de bouw van een tweede snelle kweekreactor, omdat een Kamermeerderheid destijds tegen was werd zij hierover niet geïnformeerd. Uit de buitgemaakte documenten bleek verder dat Gijs van Aardenne en Dries van Agt onderling hadden besloten dat in Borssele en Moerdijk nieuwe kerncentrales gebouwd zouden worden.
Voor de bouw waren grote investeringen van de regering nodig terwijl een Kamermeerderheid op dat moment tegen verdere uitbreiding was. De contacten legde Van Agt zonder overleg met zijn medebestuurders op provinciaal niveau, hij hekelde de Brabantse bestuurscultuur van inspraak, medespraak, tegenspraak en veelspraak.
Verantwoordelijk minister Van Aardenne kwam als gevolg van de publicaties in politieke problemen omdat de plannen tot dan toe ontkend werden. CDA-fractievoorzitter Bert de Vries gaf aan dat het heel moeilijk werd om Van Aardenne te blijven steunen; hij kon zijn positie behouden doordat toenmalig VVD-fractievoorzitter Ed Nijpels met een kabinetscrisis dreigde.
In augustus 2008 maakte Wijnand Duyvendak zijn betrokkenheid bij deze actiegroep bekend, het leidde tot zijn vertrek uit de Tweede Kamer. Duyvendak had tot die tijd zijn betrokkenheid bij de inbraak altijd ten stelligste ontkend.